# Гая (квартет)
«Гая́» (азерб. qaya — скала) — азербайджанский вокальный квартет, выступавший в 1960—80-х годах. Исполнял песни на азербайджанском, испанском, польском, украинском, русском и английском языках. На большую сцену «Гая» пришёл в 1961 году, когда Рауф Гаджиев пригласил музыкантов работать в Азербайджанский государственный эстрадный оркестр. С «Гая» работали такие композиторы, как Тофик Кулиев, Фикрет Амиров, Рауф Гаджиев, Васиф Адыгёзалов, Фарадж Караев и Тофик Бабаев.

## История группы

### Появление «Гая»
Квартет за многолетнее существование несколько раз менял свой состав. Самые большие успехи «Гая» связаны с именами Теймура Мирзоева, Арифа Гаджиева, Рауфа Бабаева и Льва Елисаветского. Теймур Мирзоев, художественный руководитель квартета, с детства хотел создать свою джазовую группу. Вместе с Арифом Гаджиевым они учились на хоро-дирижёрском факультете музыкального училища имени А. Зейналлы при консерватории. Кроме них в первом составе квартета были Адиль Назаров и Рауф Бабаев. Адиль Назаров учился на струнном отделении по классу контрабаса, Рауф Бабаев — на факультете ударных инструментов. Поначалу у группы не было места для репетиций. Они собирались во дворах с хорошей акустикой, где разучивали новые джазовые композиции, услышанные по радио или на пластинках. Группа иногда выступала на днях рождения и вечеринках друзей. Вскоре о них узнали и заговорили бакинцы. Им было предложено войти в состав симфонического оркестра Гостелерадио Азербайджанской ССР. Отказавшись в первый раз, позже они приняли повторное, личное предложение талантливого композитора Рауфа Гаджиева, ставшего к этому времени руководителем этого оркестра. В качестве музыкального руководителя был приглашён известный джазовый пианист и аранжировщик Анатолий Кальварский.
Над программой выступлений оркестра работали такие известные авторы, как Борис Сичкин и Аркадий Арканов. Спустя некоторое время Адиль Назаров женился и переехал жить в Москву. Новым участником группы стал Лев Елисаветский, который часто приходил на репетиции коллектива. Посовещавшись, члены группы предложили ему петь с ними. Так сформировался квартет в его наиболее известном составе. Первые песни, которые музыканты спели в оркестре, были песни Рауфа Гаджиева «Баку», Азиза Азизова «Тез гяль яр» на азербайджанском языке и песня «Тревожная молодость» на русском языке. Вместе с оркестром «Гая» побывал с гастролями во многих городах Советского Союза, а также совершил свою первую заграничную поездку в Алжир.
Вскоре квартет расстался с эстрадным оркестром. После этого ими заинтересовался Мурад Кажлаев, в те годы художественный руководитель Дагестанской государственной филармонии. Кажлаев, сыгравший важную роль в дагестанской композиторской школе, родился и вырос в Баку. Со многими из квартета Кажлаев учился в Азербайджанской консерватории, где ему преподавали Борис Зейдман и Кара Караев. Квартет с энтузиазмом отозвался на предложение поработать вместе. Они переезжают в Махачкалу и вместе с джаз-трио Рафика Бабаева создают первую эстрадную группу Дагестана «Гуниб», по названию местечка Гуниб в Дагестанской АССР. Основную часть репертуара составляли произведения художественного руководителя ансамбля Мурада Кажлаева, а также популярные народные мелодии и современные шлягеры. Оркестровали музыку Теймур Мирзоев и Рафик Бабаев, который был музыкальным руководителем.
«Гуниб» имел большой успех. Коллектив выступал с гастролями по стране. Всесоюзная фирма «Мелодия» выпустила массовым тиражом пластинки с записями ансамбля. О «Гунибе» печатались статьи в журналах и газетах. Осенью 1965 года ансамбль отозвали в Баку.
Некоторое время члены ансамбля оставались без работы. В конце 1965 года им предложили выступать с гастролями по Дальнему Востоку вместе с Муслимом Магомаевым и пианистом Чингизом Садыховым. В четырёхмесячный тур квартет отправился под названием «Гая», что на азербайджанском означает «скала». Во время гастролей «Гая» выступил со 120 концертами в различных городах Дальнего Востока.

### Конкурс вокалистов в Москве
Особое место в творчестве квартета занимает конкурс вокалистов 1966 года, проходивший в Москве. Получив приглашение за 25 дней до начала конкурса, «Гая» тем не менее успевает подготовить к конкурсу 10 песен и одерживает блестящую победу. С этого момента «Гая» приобретает всесоюзную известность и становится культовой группой.

### Ансамбль «Гая»
В 1972 году решением Совета министров квартет получил статус государственного ансамбля. В этом же году «Гая» решил создать свою шоу-программу и пригласил Марка Розовского и Юлия Гусмана для написания сценария. В программу была включена сюита из рок-оперы «Иисус Христос — суперзвезда». Для этой цели был создан секстет — пригласили Тамиллу Агамиеву и Галину Баринову. Партию Иисуса исполнял Рауф Бабаев, Иуду — Лев Елисаветский, Галина Баринова — Магдалену. Костюмами для ансамбля занимается Вячеслав Зайцев. Шоу имело грандиозный успех во всем Советском Союзе.
После этого была не менее успешная концертная программа «Огни большого города», премьера которой состоялась во Дворце им. Ленина в Баку (ныне Дворец им. Гейдара Алиева). Программа, состоявшая из нескольких частей, длилась три часа. Исполнялись азербайджанские народные песни, музыка народов СССР, а также дружеские пародии на коллег. Закрывала программу большая финальная зарисовка «Старый Баку» со сценками из фильмов «Аршин мал алан», «Не та, так эта» и другими. С этой шоу-программой «Гая» выступал также в других городах СССР, а также странах восточной Европы. В какой бы стране «Гая» ни гастролировал с этой программой, финальная её часть озвучивалась на местном языке, что каждый раз поражало зрителей.
Ансамбль выступил с концертной программой в Хьюстоне (США), затем были гастроли на Кубу.

Ансамбль «Гая» во время выступления

### Конец деятельности
В 1980-х годах состав ансамбля начал часто меняться. В 1985 году при «Гая» был создан джазовый оркестр, и «Гая» получил название Эстрадно-симфонического государственного ансамбля песни. В 1981 году к ансамблю прибавляется ещё один певец — Рауф Алиев. После его ухода из «Гая» в 1988 году его место занимает Аббас Ахмед, который работает в ансамбле до его распада в 2001 году. Через некоторое время при ансамбле появляется рок-группа «Талисман».
В 1988 году уехал Лев Елисаветский. В 2001 году в Израиль перебрался художественный руководитель ансамбля Теймур Мирзоев. Ансамбль прекратил своё существование. Позднее он был преобразован в Азербайджанский государственный ансамбль «Гая».
В 2009 году детский вокальный ансамбль «Бяри бах» под руководством солиста «Гая» Рауфа Бабаева получил официальный статус Государственного джазового ансамбля «Гая».

## Дискография
| Год  | Название пластинки                                     | Примечание                  |
| ---- | ------------------------------------------------------ | --------------------------- |
| 1965 | Песни М. Кажлаева                                      |                             |
| 1967 | Вокальный квартет «Гая»                                |                             |
| 1970 | Песни Давида Тухманова                                 |                             |
| 1971 | Песни М. Кажлаева на стихи Р. Гамзатова                |                             |
| 1974 | Гая Государственный вокально-инструментальный ансамбль |                             |
| 1978 | Кругозор 1978-3                                        |                             |
| 1978 | Наша песня                                             |                             |
| 1979 | Демис Руссос (Греция). ВИА «Гая»                       | EP, «Мелодия», Г62-07329-30 |
| 2001 | Гая — 40 лет                                           |                             |